# Joanna Perera
Joanna Perera, egentligen Joanna Erika Kristina Eriksson, född 11 november 1977, är en svensk sångerska och musikalartist. Hon är uppvuxen i Karlskoga där hon gick estetisk linje med inriktning på sång. År 2011 sattes Bra är inte ordet! En dockusoppa typ upp på Klara Soppteater, till vilken hon skrivit musik och spelade huvudrollen.
Hon är sedan 2013 sångerska i orkestern som spelar i TV-programmet Let's dance. Hon medverkade i Jonas Gardells show Mitt enda liv och har uppträtt med honom i den av SVT specialkomponerade föreställningen En helkväll med: Jonas Gardell. Hon har även tävlat med Jonas Gardell i TV-underhållningarna Doobidoo och Så ska det låta. Från och med hösten 2016 är hon sångerska och bisittare till programledaren David Hellenius i TV-showen Hellenius hörnas husband. Som musikalartist har Joanna Perera bland annat spelat i musikaler som Hairspray på Chinateatern och Hair och West Side Story på Stadsteatern i Stockholm. Hon har körat bakom artister som Darin, Carola, Gladys del Pilar och Petra Marklund.

## Teater

### Roller (ej komplett)
| År   | Roll                                   | Produktion                                            | Regi             | Teater                  |
| ---- | -------------------------------------- | ----------------------------------------------------- | ---------------- | ----------------------- |
| 2011 | Dionne                                 | Hair Gerome Ragni, James Rado och Galt MacDermot      | Ronny Danielsson | Stockholms stadsteater  |
| 2018 | Ensemble Clara US Louise US Oda Mae US | Ghost Dave Stewart, Glen Ballard och Bruce Joel Rubin | Anders Albien    | Chinateatern            |
| 2019 | Medverkande                            | Queen of fucking everything Jonas Gardell             | Jonas Gardell    | Cirkus, Stockholm       |
| 2019 | Lycka Sparre                           | Elvira Madigan Emma Sandanam, Mette Herlitz           | Anna Ståhl       | Parkteatern i Stockholm |